# Mirosław Kowalski (wydawca)
Mirosław Kowalski (ur. 11 lipca 1954 w Warszawie, zm. 2 stycznia 2022) – polski dziennikarz i wydawca, członek kolegium redakcyjnego Niezależnej Oficyny Wydawniczej, twórca SuperNowej.

## Życiorys
W 1980 ukończył studia na Wydziale Inżynierii Lądowej Politechniki Warszawskiej. W latach 1976–1981 był dziennikarzem Tygodnika Studenckiego „Politechnik”. W 1981 został dziennikarzem działu kultury Tygodnika „Solidarność”. Po ogłoszeniu stanu wojennego prowadził warszawskie biuro dziennika „Financial Times” (1982–1983). Od 1984 do 1989 kierował redakcją fantastyki w Wydawnictwie Iskry, a od 1985 był równocześnie członkiem kolegium Niezależnej Oficyny Wydawniczej odpowiedzialnym za sprawy redakcyjne. W latach 80. publikował w prasie drugiego obiegu, a także w miesięczniku „Jazz Forum”. W 1989 doprowadził do przekształcenia NOW-ej w tzw. „SuperNową”.
Za działalność wydawniczą związaną z szeroko rozumianą fantastyką otrzymał w 1987, 1995 i 1999 nagrodę Śląkfy, a prowadzone przez niego wydawnictwo nagrodę Euroconu (2000 i 2003). W 2008 został odznaczony Krzyżem Komandorskim Orderu Odrodzenia Polski za działalność w drugim obiegu wydawniczym (M.P. nr 13 z 2008, poz. 163).

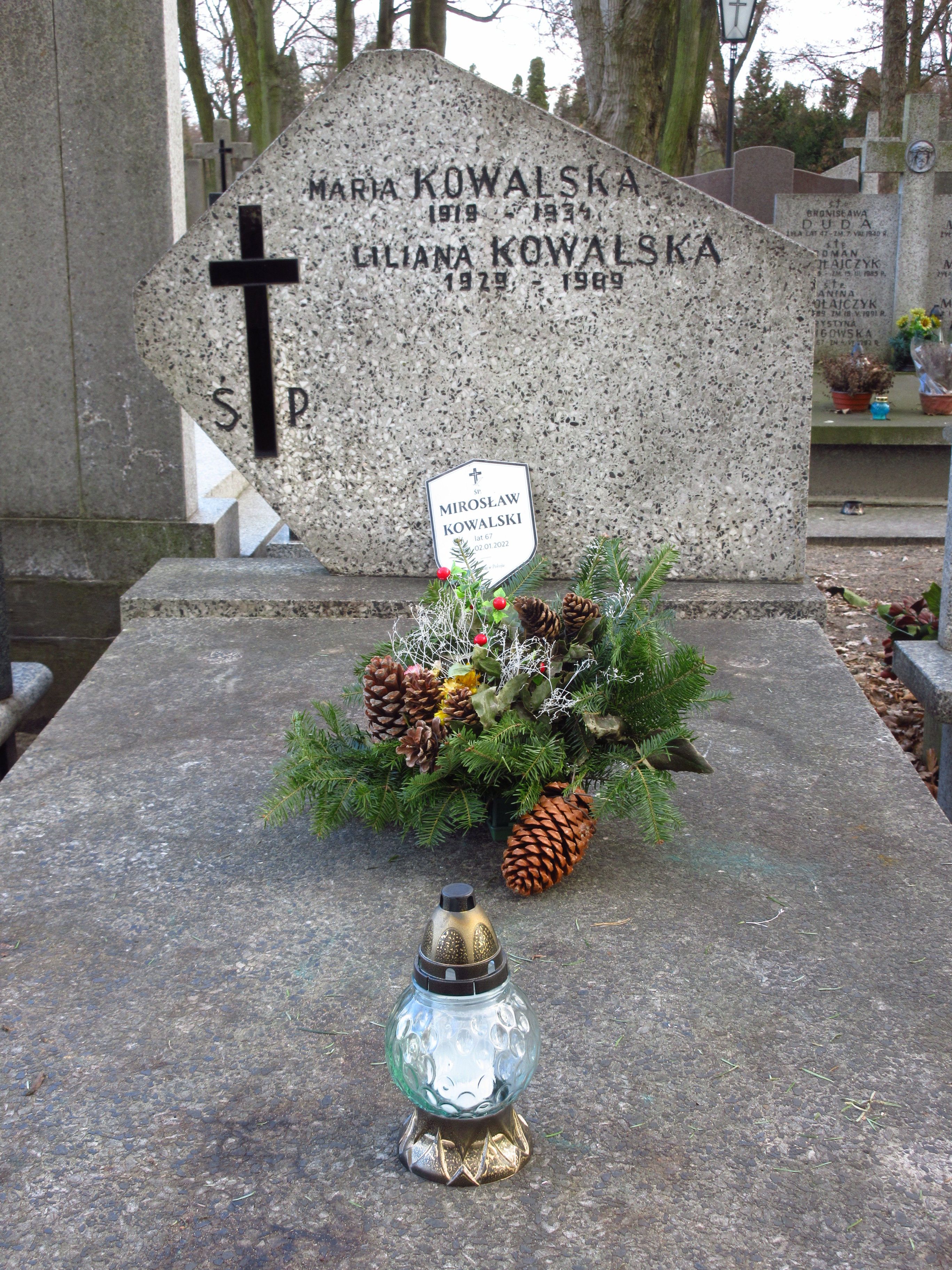
Grób Mirosława Kowalskiego na Cmentarzu Bródnowskim.

Zmarł 2 stycznia 2022. Pochowany na cmentarzu Bródnowskim (kwatera 46G-6-3).